# دانیل مونسون
دانیل مونسون (اسپانیایی: Daniel Monzón‎) فیلم‌نامه‌نویس و کارگردان فیلم اهل اسپانیاست.
از فیلم‌ها یا مجموعه‌های تلویزیونی که وی در آن‌ها نقش داشته است می‌توان به سلول ۲۱۱ و تورنته، مأمور خرفت قانون اشاره نمود.